# Macropsychanthus mindanaensis
Macropsychanthus mindanaensis är en ärtväxtart som beskrevs av Elmer Drew Merrill. Macropsychanthus mindanaensis ingår i släktet Macropsychanthus och familjen ärtväxter. Inga underarter finns listade i Catalogue of Life.